# La Nuit des griots
La Nuit des griots est un livre de l'écrivain congolais Kama Sywor Kamanda. Paru en 1991 aux éditions L'Harmattan et Antoine Degive,, l'ouvrage reçoit le Grand Prix littéraire d'Afrique noire la même année.